# Daniel Lind Lagerlöf
Daniel Lind Lagerlöf, né le 6 février 1969 à Stockholm et présumé mort le 6 octobre 2011 , est un réalisateur suédois. 

## Disparition
Le 6 octobre 2011, Lagerlöf disparaît pendant les repérages de son dernier film alors qu'il explorait un lieu de tournage prévu dans la réserve naturelle de Tjurpannan. L'hypothèse la plus probable est que Lagerlöf a été happé par de grandes vagues balayant la région et tiré vers la mer près de falaises abruptes. Il n'y a eu aucun témoin de ce qui s'est réellement passé, aucun reste n'a jamais été retrouvé et Lagerlöf est présumé décédé.

## Filmographie partielle
- 1999 : Vägen ut
- 2003 : Miffo
- 2005 : Buss till Italien